# Duché de Grande-Pologne
1138–1320
Entités précédentes :
- Royaume de Pologne

Entités suivantes :
- Voïvodie de Poznań
- Voïvodie de Kalisz

Le duché de Grande-Pologne (en polonais : księstwo wielkopolskie) est un ancien duché médiéval, situé dans la région historique de Grande-Pologne (Wielkopolska), sur le territoire historique des Polanes.
Le duché est créé d'une fragmentation du royaume de Pologne sous le règne de la maison Piast, à la mort de Boleslas III Bouche-Torse en 1138. La ville de Poznań en est la capitale. En 1177, après des conflits internes, il se divisa en principautés autonomes autour des chefs-lieux de Poznań, Gniezno et Kalisz; ils ont donc été réassemblés en 1297. En 1320, le duc Ladislas Ier de Grande-Pologne se fait couronner roi de Pologne et incorpore le duché au royaume réuni de Pologne.

## Géographie

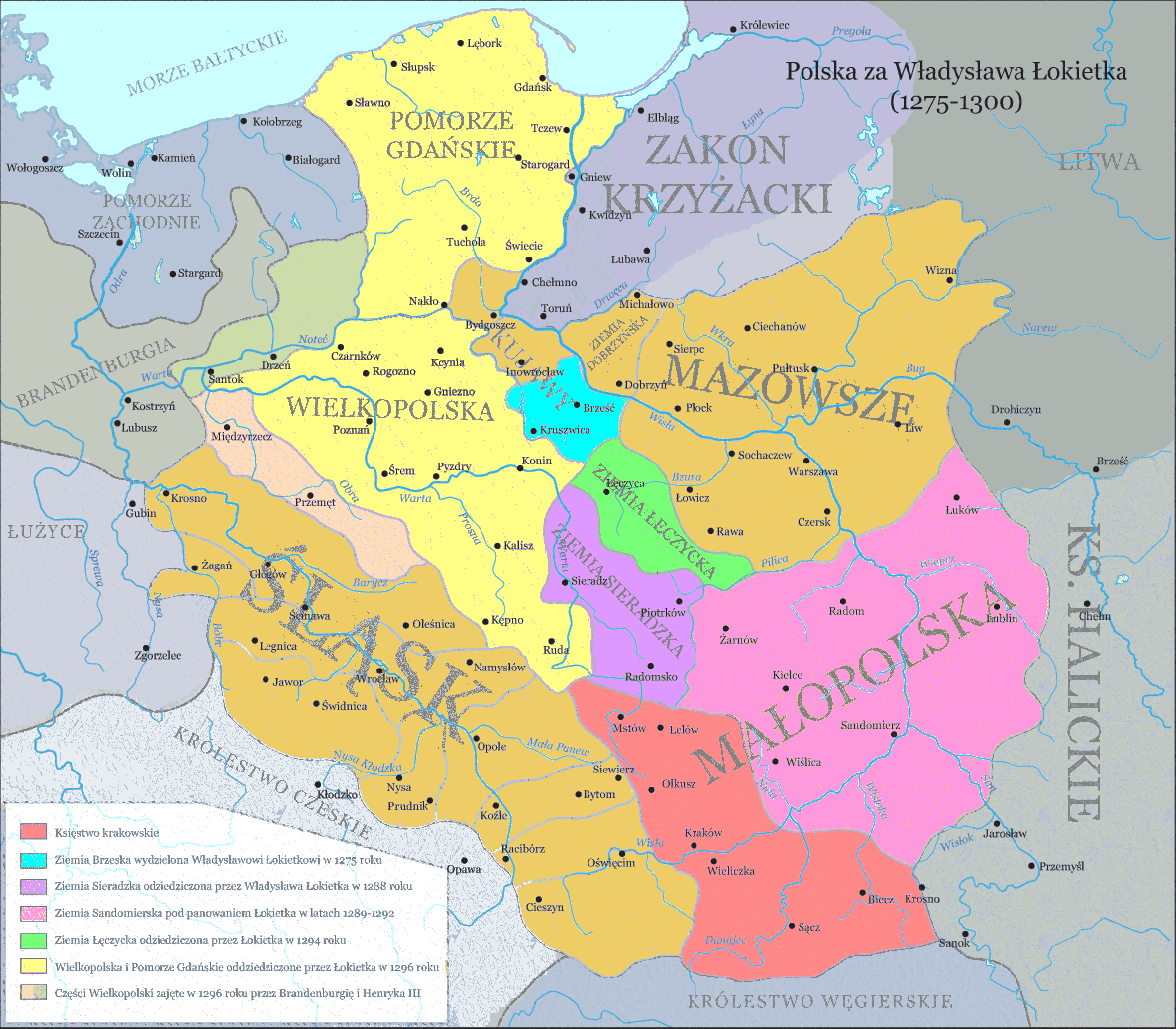
Le royaume de Pologne 1275-1300

Le territoire s'étend à l'ouest de la Pologne sur les rives de la Warta et la Notec. Le duché de Grande-Pologne est bordé au sud par le duché de Silésie et la Province du séniorat à l'est, ainsi que le duché de Poméranie et la Poméranie orientale dans le nord et la Nouvelle-Marche (l'ancien pays de Lubusz) de Brandebourg à l'ouest.
L'actuelle  voïvodie de Grande-Pologne correspond à la zone centrale de l'ancien duché avec certaines parties des voïvodies de Couïavie-Poméranie au nord-est et de Lubusz à l'ouest.

## Histoire

### Le testament de Boleslas Bouche-Torse
Pour éviter un conflit de succession, Boleslas III Bouche-Torse, duc de Pologne, divise son duché en quatre provinces héréditaires (Silésie, Mazovie, Grande-Pologne et Sandomierz), qu'il répartit entre ses quatre fils (Ladislas II, Boleslas IV, Mieszko III et Henri).
Un cinquième duché, le duché de Cracovie (ou duché de Petite-Pologne, ou encore province seniorale), ayant pour capitale Cracovie, est réservé à l'aîné de ses fils, qui selon le principe du séniorat, devient duc princeps de toute la Pologne.

### Mieszko III
Troisième fils de Boleslas III, Mieszko III, dit le Vieux, hérite de la Grande-Pologne. Très vite Miszko et ses frères s'opposent à leur demi-frère Ladislas II, qui en tant qu'aîné est devenu le duc princeps. En 1146, Ladislas assiège Poznań, mais il est mis en déroute par d’importantes forces rebelles et doit s’exiler à la cour de Vladislav II de Bohême puis au château d'Altenbourg, à l'invitation du roi germanique Conrad III. Son frère Boleslas IV, duc de Mazovie, lui succède en tant que princeps et partage les terres de Ladislas avec ses frères Miesko III et Henri. C'est seulement en 1163 que Boleslas, sous la pression de l'empereur Frédéric Barberousse, s'est montré disposé à restituer l'héritage silésien aux fils de Ladislas.
À la mort de Boleslas IV en 1173, selon le principe de l'ancienneté agnatique, Mieszko lui succède en tant que duc suprême. Toutefois, il doit rapidement faire face à une rébellion des magnats de Petite-Pologne conduits par son frère cadet Casimir II le Juste, le dernier fils de Boleslas III, qui jusqu'ici avait été exclu de l'héritage. Casimir, soutenu par Odon, le propre fils de Mieszko craignant pour son héritage, s'empare du trône de Cracovie. Et en 1179 Odon même expulse son père des terres de Grande-Pologne. Mieszko fuit vers le duché de Poméranie à la cour de Bogusław Ier, l'époux de sa fille Anastasia.
En 1181, avec le soutien des forces de son beau-fils, Mieszko récupère son duché et s'empare aussi des terres adjacentes de Gniezno et Kalisz, anciennement intégrées dans la province seniorale. Odon est contraint de quitter Poznań et ne conserve qu'une petite bande de terre au sud de l'Obra. En 1186, à la suite de la mort de son neveu Lech de Mazovie, Mieszko parvint de conquérir la région de Cujavie jusqu'aux rives de la Vistule à l'est. En 1191, il reconquiert également Cracovie, mais Casimir l'en chasse à nouveau l'année suivante. Mieszko se réconcilie avec Odon et lui donne la principauté de Kalisz qu'il récupère en 1194, à la mort d'Odon. Casimir décède dans la même année. Comme dernier survivant des fils de Boleslas III, Mieszko remonte une troisième fois sur le trône de Cracovie.

### Ladislas III
À la mort de Mieszko le 13 mars 1202, son fils Ladislas III, devient duc de Grande-Pologne et s'empare du trône de Petite-Pologne qui devait revenir à Lech, le fils aîné de Casimir II.

## Sources
- (en) Cet article est partiellement ou en totalité issu de l’article de Wikipédia en anglais intitulé « Duchy of Greater Poland » (voir la liste des auteurs).